# Coelopencyrtus hylaei
Coelopencyrtus hylaei är en stekelart som beskrevs av Burks 1958. Coelopencyrtus hylaei ingår i släktet Coelopencyrtus och familjen sköldlussteklar. Inga underarter finns listade i Catalogue of Life.